# PGA Tour 96
PGA Tour 96 är ett golfspel ursprungligen släppt till Playstation, Sega Genesis och 3DO för att därefter porteras till SNES, Sega Game Gear och Game Boy.

## Handling
Spelet utspelar sig under 1996 års säsong på PGA-touren.

### Fotnoter
1. ↑  Gamespot